# Dorfkirche Wattmannshagen

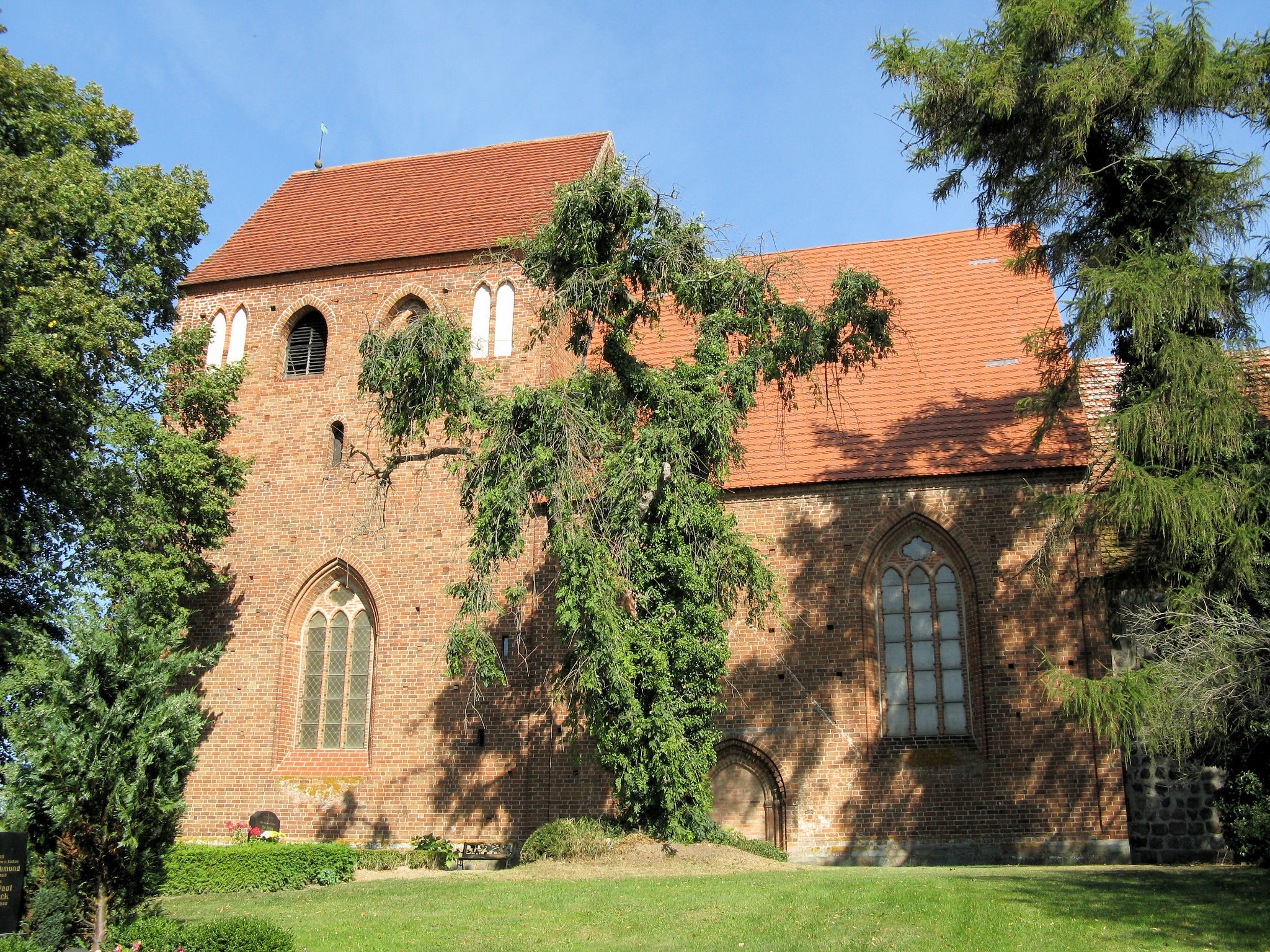
Dorfkirche Wattmannshagen

Die evangelische Dorfkirche Wattmannshagen ist eine gotische Kirche im Ortsteil Wattmannshagen von Lalendorf im Landkreis Rostock in Mecklenburg. Sie gehört zur Kirchengemeinde Wattmannshagen in der Propstei Rostock im Kirchenkreis Mecklenburg der Evangelisch-Lutherischen Kirche in Norddeutschland (Nordkirche).

## Baubeschreibung

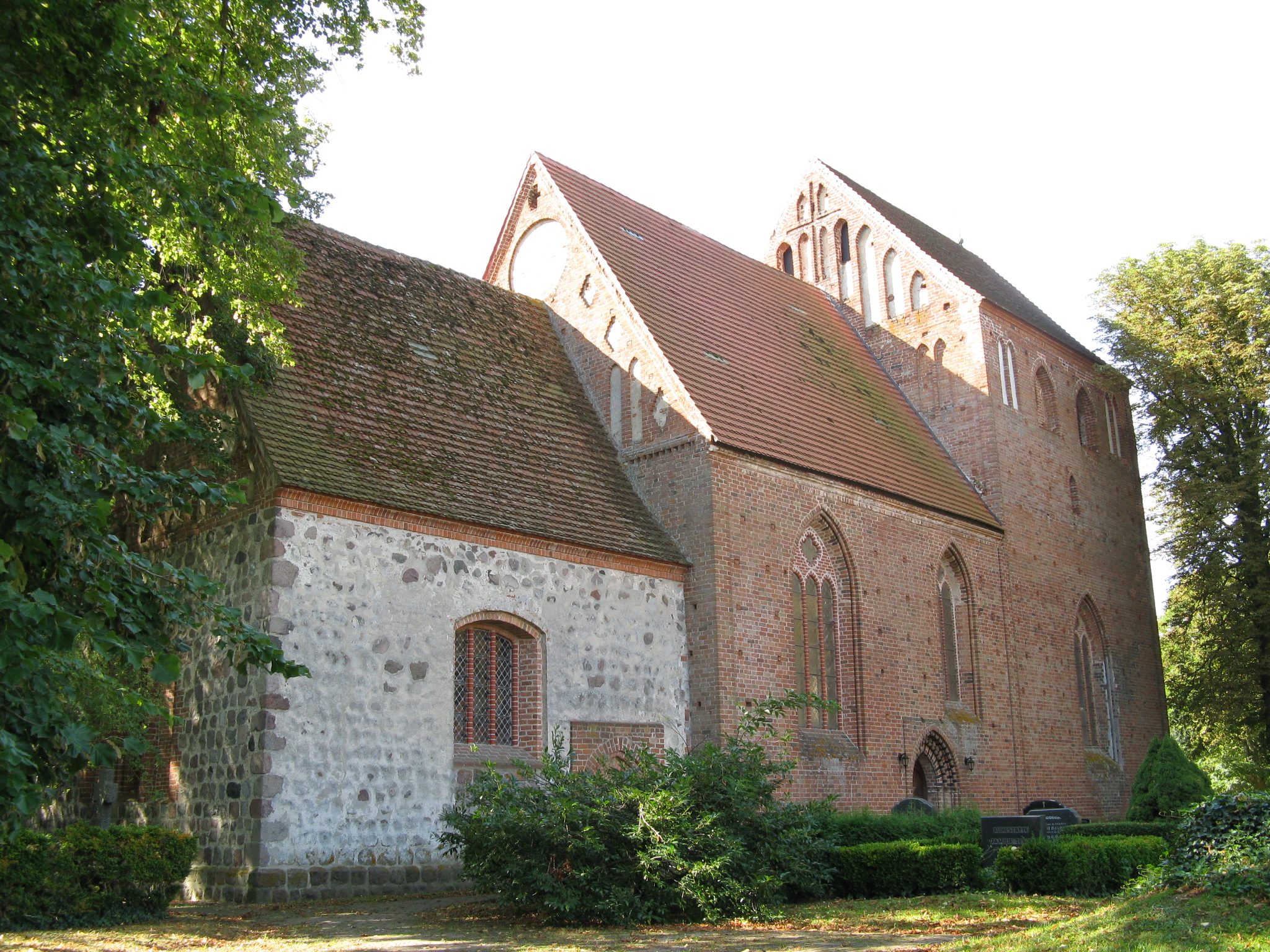
Ansicht von Nordost

Die Kirche Wattmannshagen besteht aus den deutlich voneinander abgesetzten Bauteilen Chor, Schiff und Turm. Der Chor auf rechteckigem Grundriss aus Feldsteinen ist der älteste Bauteil, der noch aus der Zeit um 1260 stammt. Er ist innen durch ein kuppelartiges Domikalgewölbe mit acht Rippen abgeschlossen und mit einem schweren spitzbogigen Triumphbogen zum Schiff hin geöffnet. Das breitere Schiff aus Backstein wurde dendrochronologisch auf 1283 datiert und mit dem ungewöhnlich mächtigen Turm auf quadratischem Grundriss aus der Zeit um 1290 versehen. Eine Restaurierung wurde 1858–1860 vorgenommen.
Das Schiff besitzt zwei Joche und ist mit Kreuzrippengewölben abgeschlossen. Alle drei Teile sind mit längsgerichteten Satteldächern gedeckt. Das Schiff und der Turm besitzen im Norden, Süden und Westen drei reichprofilierte Portale mit eingestellten Säulen, glasierten Ziegeln und Blattschmuck im Kapitellbereich. Besonders reich ist das südliche Portal, wo auch die Archivolten mit Blättern versehen sind. Der Turm besaß ursprünglich vier blendengeschmückte Giebel und hat seit 1757 ebenfalls ein Satteldach. Die Fenster sind spitzbogig mit einfachem Maßwerk aus senkrechten Stäben und Vierpässen, das in dieser Form offenbar der Restaurierung entstammt. Über dem Westportal ist ein Rundfenster mit einfachem Maßwerk aus Kreisen angeordnet, wie es an ähnlicher Stelle auch an der etwa gleichzeitigen Dorfkirche Reinshagen zu finden ist. Die sorgfältige Ausführung des Bauschmucks wurde bereits von Lisch erkannt und mit den Kirchen Reinshagen und Passee in Verbindung gebracht.

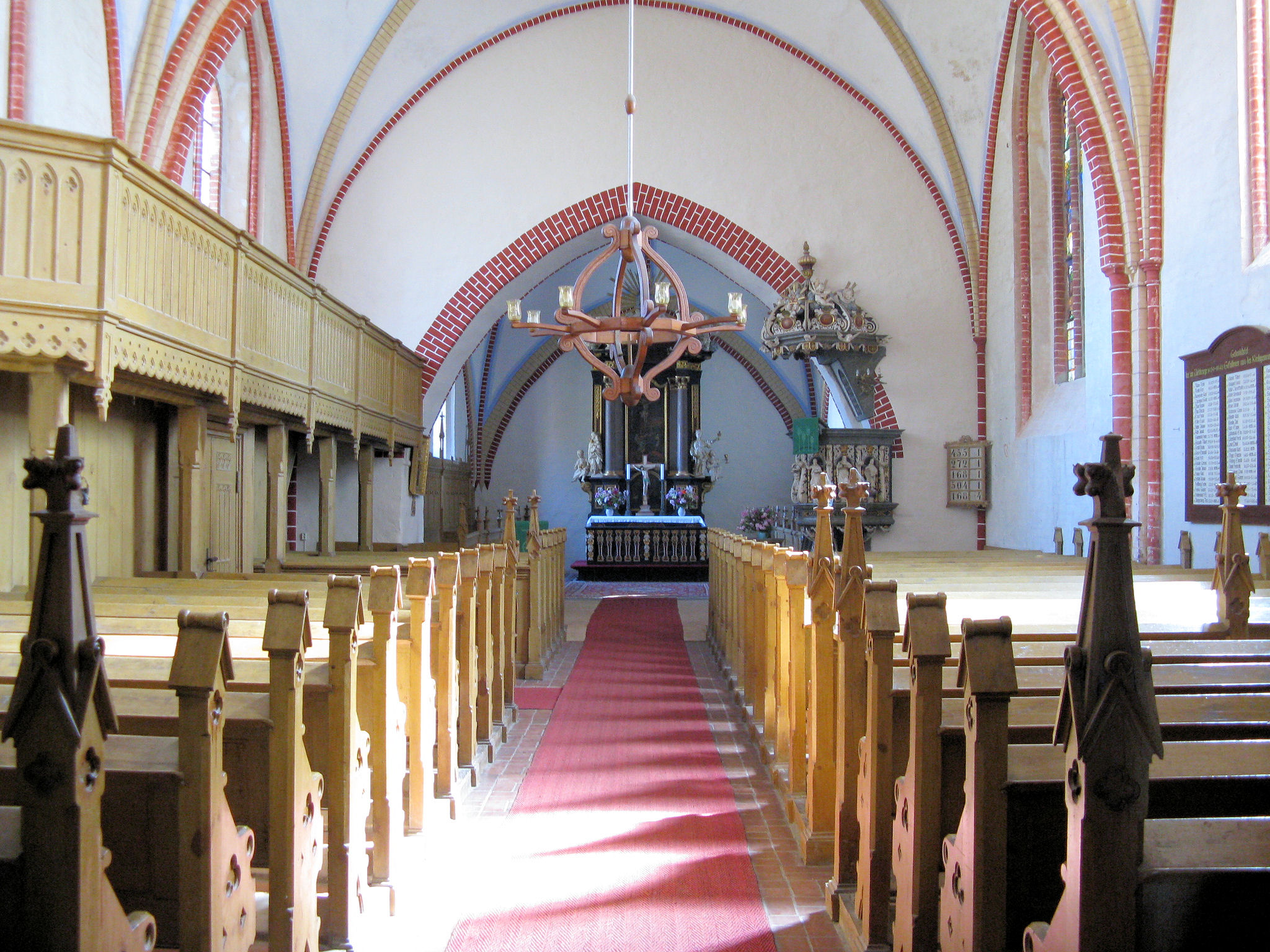
Innenansicht der Dorfkirche Wattmannshagen

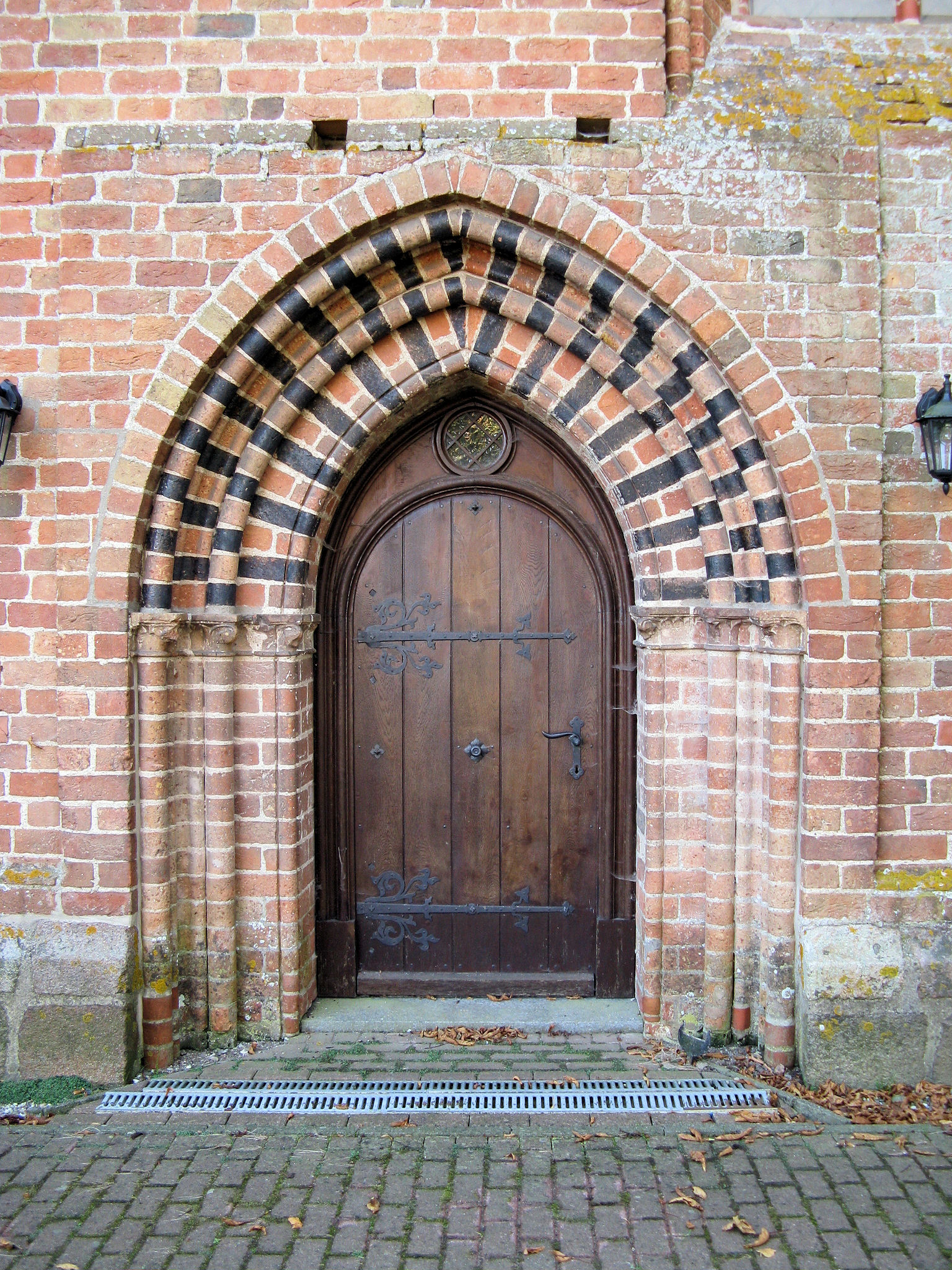
Portal auf der Nordseite

## Ausstattung
Der Altar aus Holz wurde im Jahre 1738 eingebaut; das Altargemälde mit Kreuzigung stammt von J. Hohenschildt. Die hölzerne Kanzel von 1737 ist mit den Evangelisten und dem Salvator mundi am Kanzelkorb und reicher Akanthusornamentik geschmückt. Die schlichte Taufe aus dem Jahr 1653 ist mit Beschlagwerk versehen.
Die Orgel mit neugotischem Prospekt, zwei Manualen und Pedal und 11 Registern wurde im Jahr 1860 von Friedrich Albert Mehmel erbaut. Sie stammt ursprünglich aus der Dorfkirche Pantlitz in Vorpommern, wurde allerdings bereits vor der Umsetzung mehrfach umdisponiert und erweitert.